# Sersheim
Sersheim è un comune tedesco di 5 133 abitanti, situato nel land del Baden-Württemberg.